# Trappeto
Trappeto település Olaszországban, Szicília régióban, Palermo megyében. Lakosainak száma 3058 fő (2023. január 1.). Trappeto Balestrate, Partinico és Terrasini községekkel határos.

## Népesség
A település lakossága az elmúlt években az alábbi módon változott:
| Lakosok száma | 3184 | 3141 | 3058 |
|               | 2017 | 2018 | 2023 |